# Pferdesport

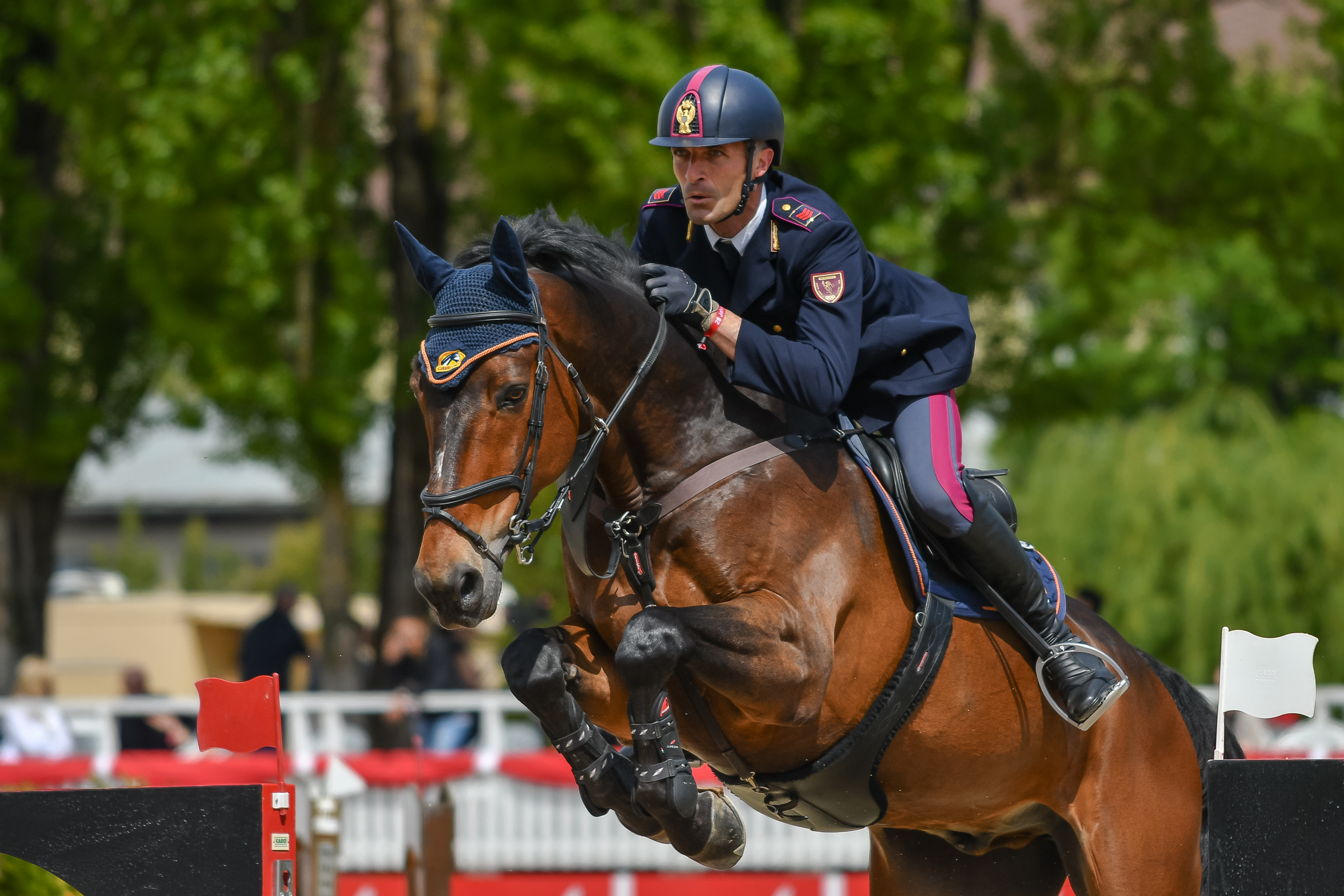
Springreiten

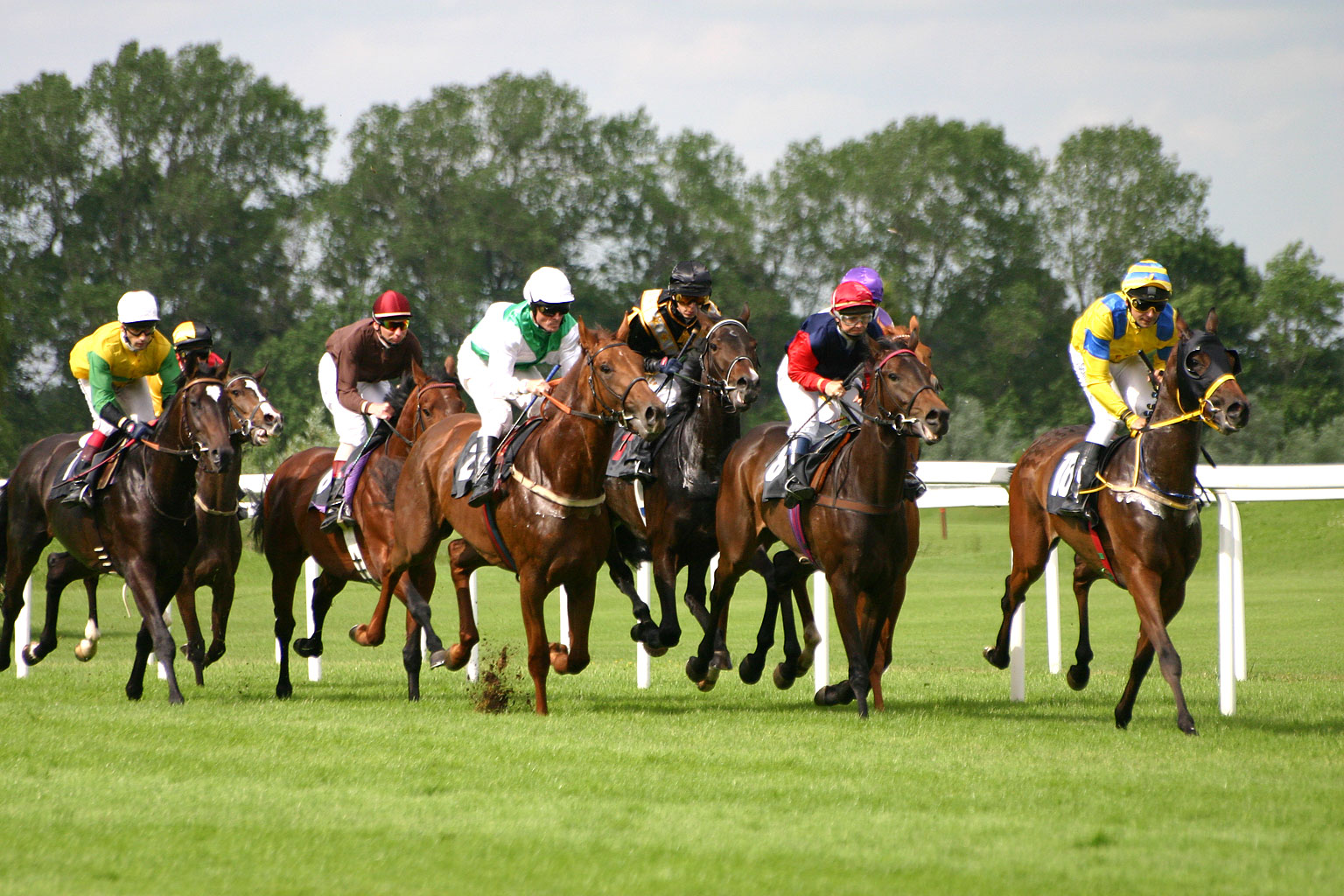
Galopprennen in München-Riem

Der Pferdesport ist ein Teilbereich des Sports, der alle Sportdisziplinen umfasst, die mit dem Pferd als Partner ausgeübt werden. Er lässt sich grob in Reitsport, Fahrsport, Voltigieren und Bodenarbeit unterteilen. Wettkämpfe im Pferdesport werden als Turniere bezeichnet (zum Beispiel Springturniere oder Dressurturniere).

## Reitsport
Reiten bezeichnet die Fortbewegung des Menschen auf dem Rücken eines Pferde. Im Unterschied zum touristischen Reiten, das auch als „sich vom Pferd tragen lassen“ umschrieben wird, geht beim sportlichen Reiten sitzt der Reiter oder die Reiterin nicht passiv auf dem Pferd, sondern geht aktiv mit der Bewegung des Pferdes mit und beeinflusst sie. Junge Pferde werden dazu ausgebildet sich von den Hilfen führen zu lassen, etwa durch Gewichtsverlagerung, Schenkelimpuls und Zügelführung. Der Mensch, nicht das Pferd, bestimmt Tempo, Richtung, Gangart der gemeinsamen Bewegung. Eine Besonderheit im Pferdesport ist, dass Geschlechtertrennung nicht üblich ist. Die einzigen olympischen Sportdisziplinen, bei denen Frauen und Männer gemeinsam antreten, sind die Reitsportdisziplinen Dressur (seit 1952), Springen und Vielseitigkeit. Von Ausnahmen abgesehen, gibt es auch bei Pferden keine Unterscheidung hinsichtlich Rasse und Geschlecht. Sie werden jedoch nach Größe in Ponys und Pferde unterteilt. In Deutschland gab es 2016 schätzungsweise 3,89 Millionen Reitende, rund 1,3 Millionen davon betrieben den Sport intensiv.

## Sportdisziplinen

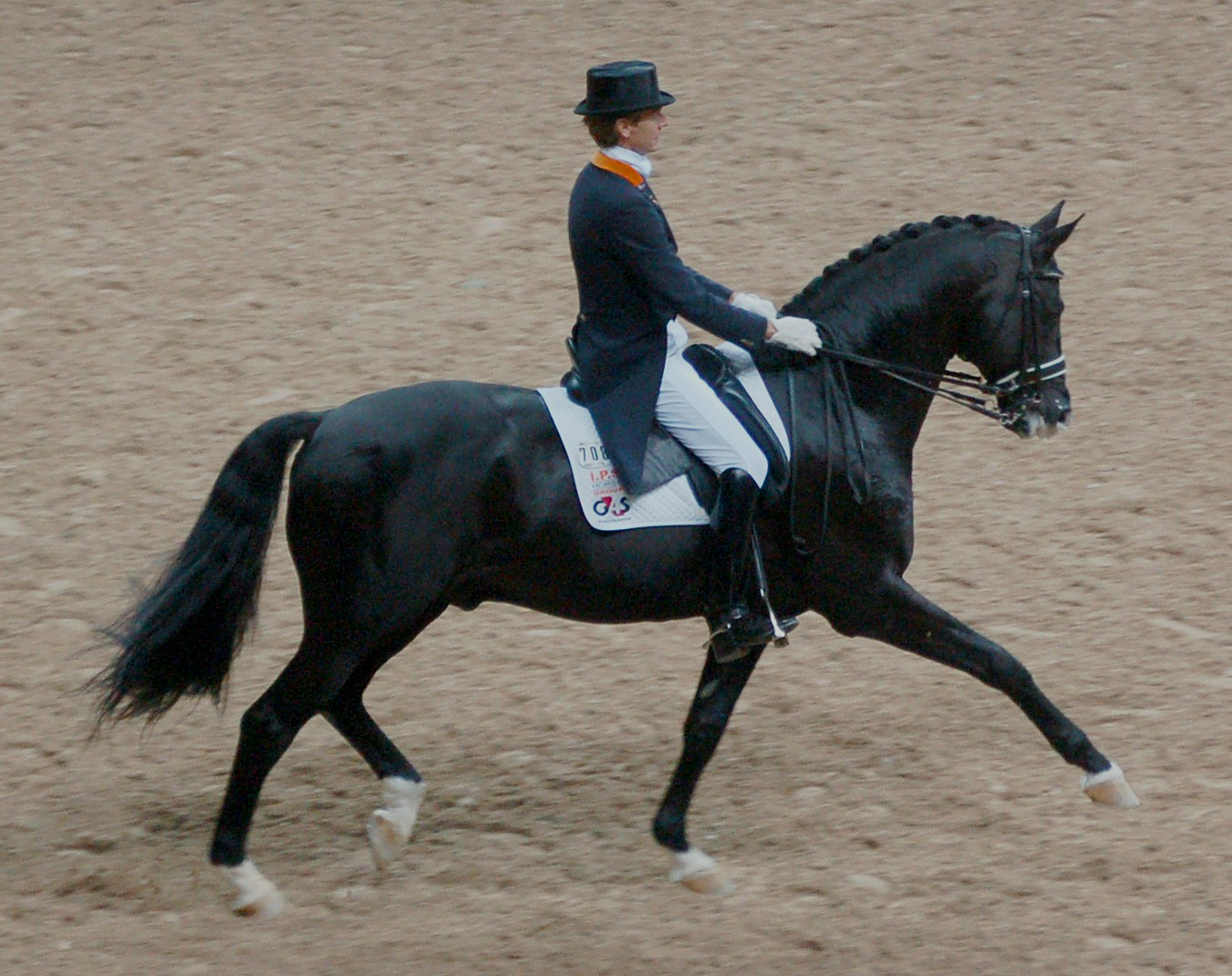
Trakehner in der Dressur

### Dressurreiten
Die Dressurarbeit ist der Grundstock zur Ausübung aller Reitsportdisziplinen. Eine Dressur ist eine Aus- und Weiterbildung des Pferdes und seiner natürlichen Bewegungen. Sie beginnt mit dem Anreiten des jungen Pferdes und endet nach Durchlaufen der Ausbildungsskala, in der Versammlung und dem korrekten Ausführen der schweren Dressurlektionen.

### Springreiten

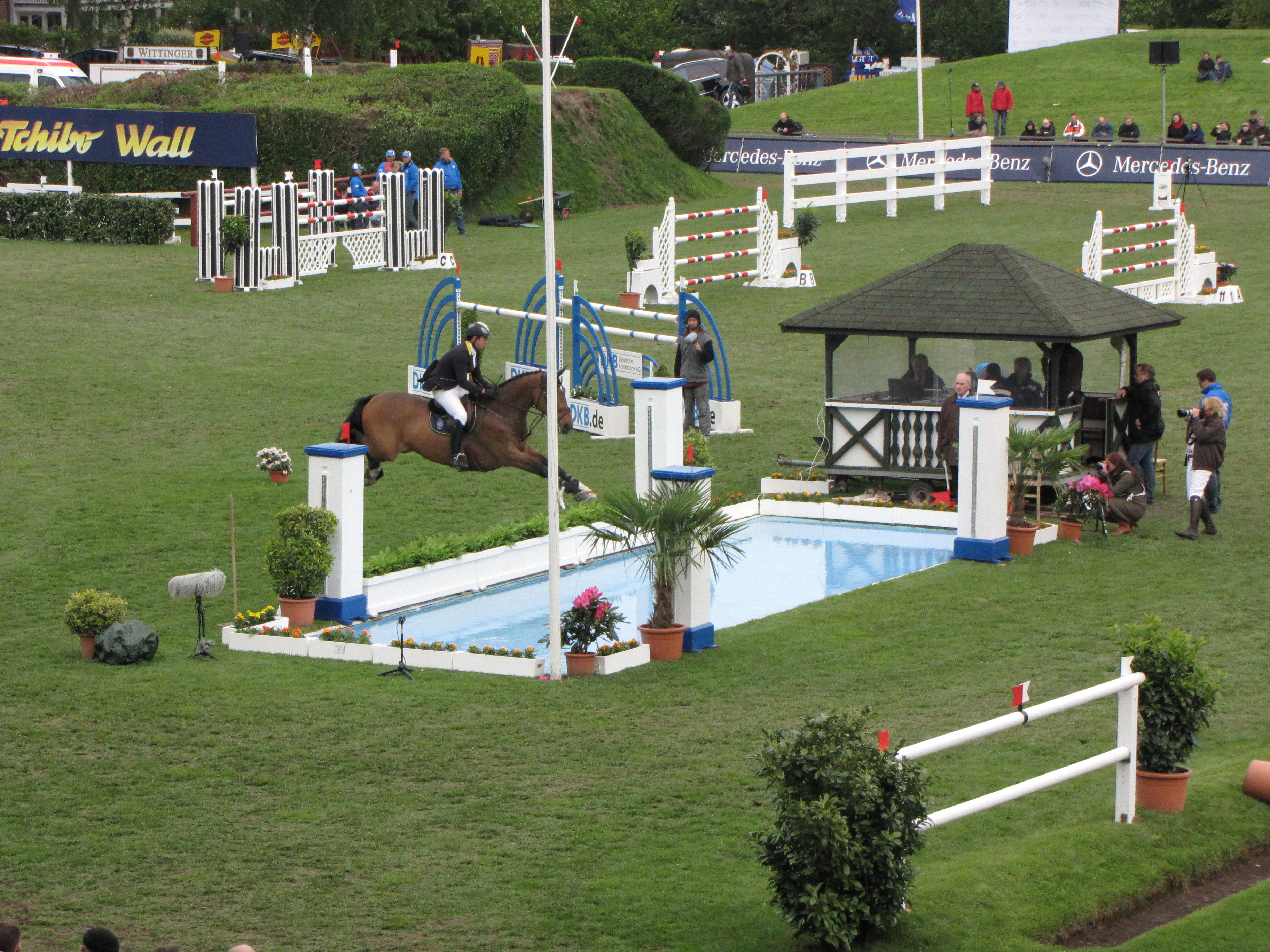
Springreiten

Springreiten ist das Überwinden von Hindernissen zu Pferde. Es erfordert viel Geschicklichkeit, Balanciervermögen, Rhythmusgefühl und präzise Hilfengebung, um ein Pferd korrekt über Hindernisse zu reiten. Die Schwierigkeit beim Springreiten besteht darin, ein Pferd an den Sprung so heran zu reiten, dass das Pferd beim Absprung eine optimale Flugkurve entwickeln kann. Das Pferd darf also nicht zu nah am Hindernis abspringen, und auch nicht in zu großer Entfernung.

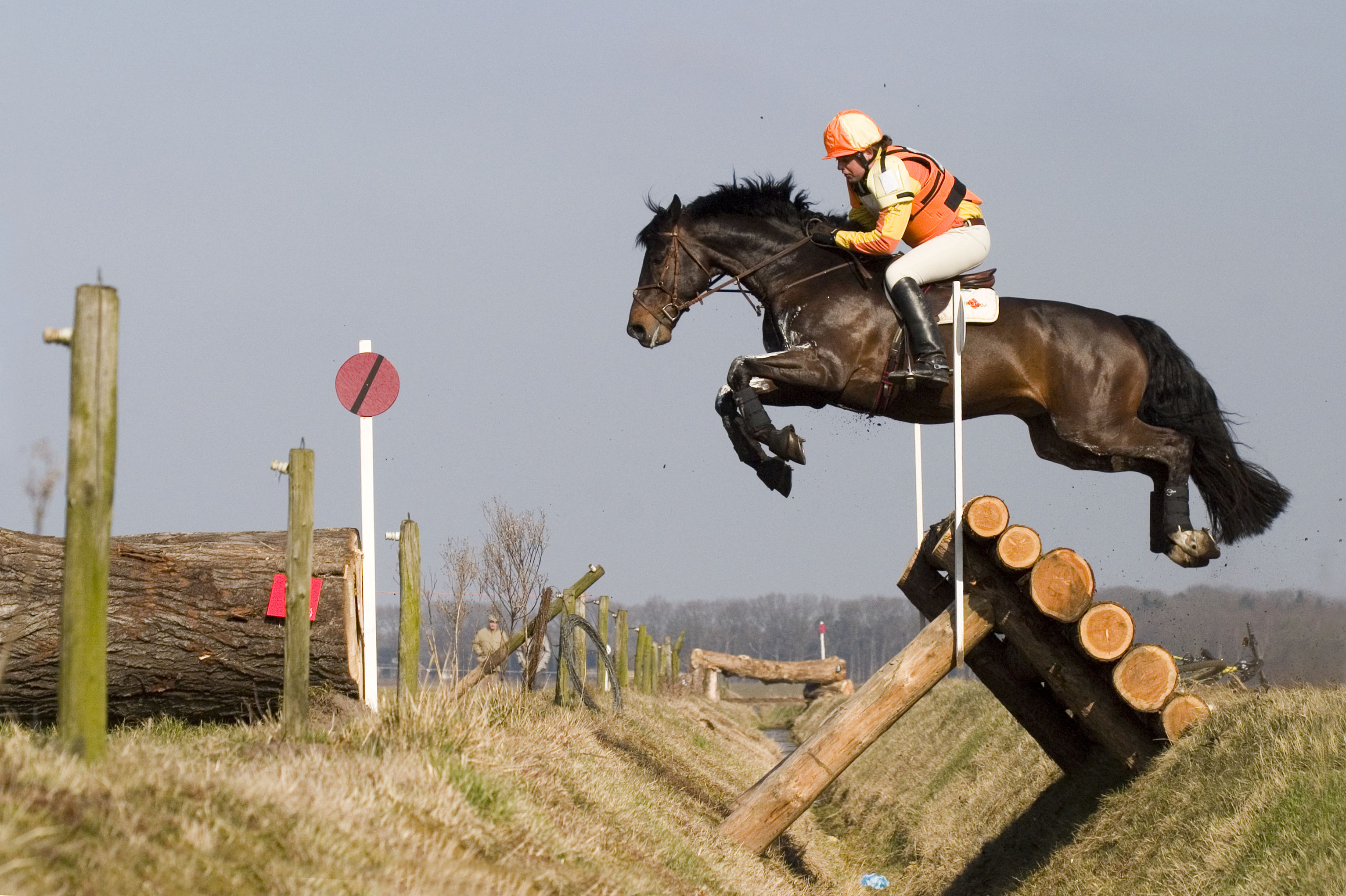
Vielseitigkeitsreiten: Festes Hindernis und Graben im Gelände

### Vielseitigkeitsreiten
Das Vielseitigkeitsreiten setzt sich aus drei Teilprüfungen der Disziplinen Dressur, Springen und Geländereiten innerhalb eines Wettbewerbes zusammen. Die Prüfung hat einen militärischen Ursprung.
Bei der Vielseitigkeitsprüfung benötigen Pferd und Reiter oftmals sehr viel Mut, Vertrauen, Ausdauer und Flexibilität. Eine besondere Rolle spielen eine oder mehrere Verfassungsprüfungen des Pferdes um eine Überforderung des Pferdes zu vermeiden. Bereits ab der Eingangsstufe (Klasse E) sind die Strecken über einen Kilometer lang.

### Jagdreiten
Unter Jagdreiten versteht man das Reiten in Jagdfeldern hinter einem Master. Geritten wird auf einer Geländestrecke mit natürlichen und angelegten Hindernissen. Anders als die Parforcejagd ist Jagdreiten reiner Pferdesport, es wird also kein Wild gejagt. Es gibt Schleppjagden, die mit Hundemeute geritten werden, sowie Fuchsjagden, welche ohne Hunde geritten werden.
Aus der Parforcejagd ist das berittene Bogenschießen entstanden. Während das Pferd innerhalb einer vorgegebenen Zeit eine Bahn entlang galoppiert, werden mit dem Bogen Pfeile auf drei unterschiedlich ausgerichtete Scheiben in der Mitte der Bahn abgeschossen. Entsprechend der Scheibenausrichtung (nach vorne – mittig – nach hinten) und des jeweiligen Scheibenringes werden Punkte vergeben. Ist das Paar schneller als die vorgegebene Zeit, werden die Sekunden als Bonuspunkte gutgeschrieben.

### Distanzreiten

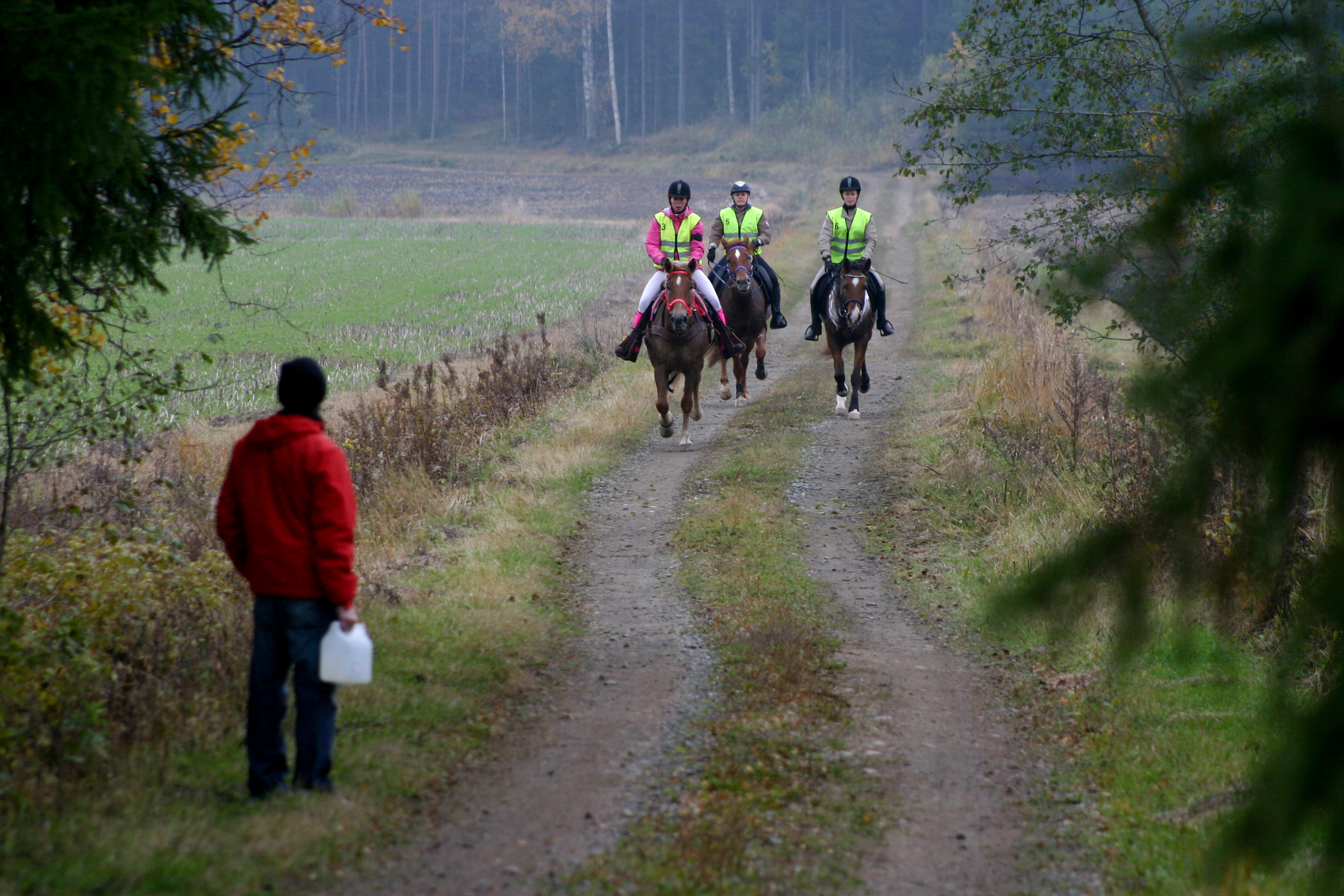
Distanzreiten

In Deutschland wurde das Distanzreiten als Wettkampfsport Ende der 1960er Jahre entdeckt.
Wie bei anderen Wettbewerben auch, gibt es beim Distanzreiten eine Unterteilung in verschiedene Kategorien, von kurzen Strecken bis zur härtesten von 160 Kilometer Länge. Das Paar müssen die jeweilige Strecke in Mindestgeschwindigkeit zurücklegen, nur in der Bronze-Kategorie bzw. Anfangsstufe wird eine Höchstgeschwindigkeit vorgegeben. Die Pferde werden regelmäßig tierärztlich kontrolliert und müssen alle Stationen gesund und mit einer Pulsfrequenz von höchstens 64 Schlägen pro Minute (nach 20 min) erreichen. Wenn das Pferd die tierärztliche Prüfung nicht besteht, wird es disqualifiziert, um Überlastung zu vermeiden.

### Orientierungsreiten (TREC)

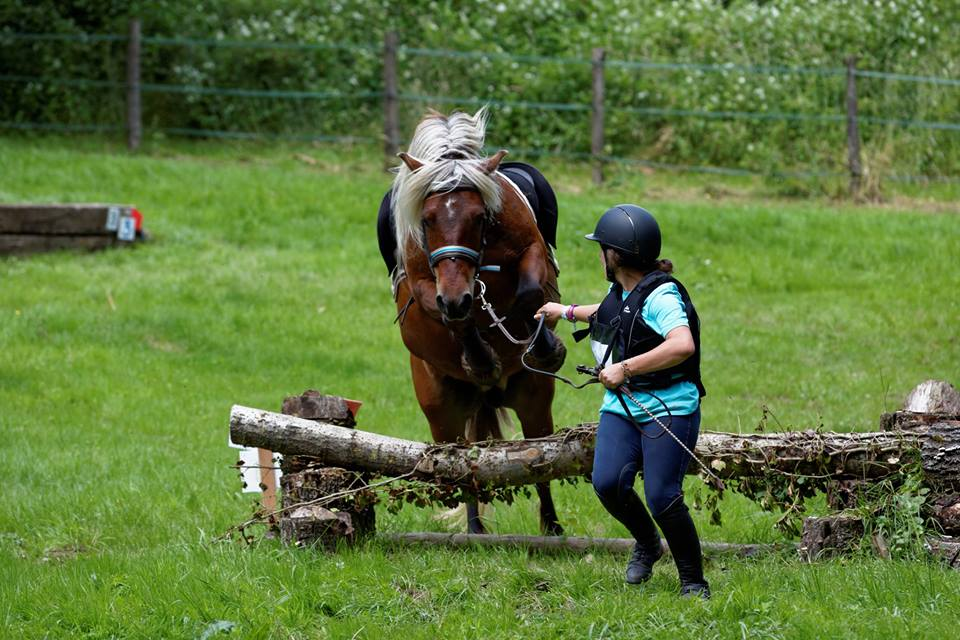
Orientierungsreiten: Hindernis an der Hand, Geländeprüfung

Orientierungsreiten ist Wanderreiten nach Tempovorgabe mit Karte und Kompass als Wettkampf. TREC-Ritte nach FITE-Reglement gliedern sich in drei Kategorien: Der Orientierungsritt (POR, bis zu 60 Kilometer, inkl. Marschzahlenroute und Point-to-Point-Aufgaben), die Geländehindernisstrecke (PTV, 16 Natur- und naturnahe Hindernisse auf einer drei bis fünf Kilometer langen Strecke) sowie der Rittigkeit (MA, jeweils ohne Taktfehler: 150 m im langsamen Galopp und 150 Meter im schnellen Schritt).

### Westernreiten

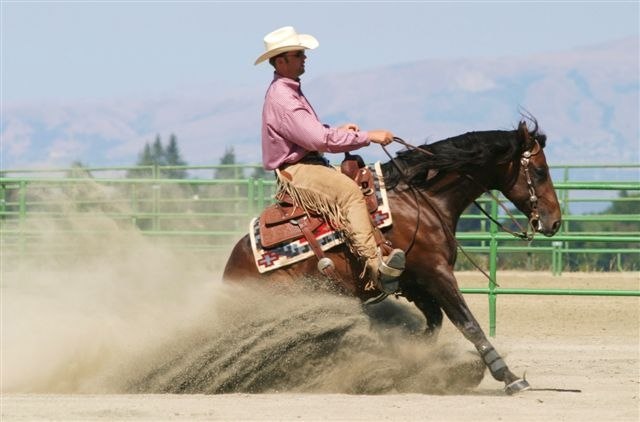
Westernreiten, Sliding Stop

Das Westernreiten ist eine ursprünglich aus dem Westen der USA stammende Reitweise, die sich an den Erfordernissen der Cowboy-Arbeit zu Pferde anlehnt, zu der es Prüfungen in unterschiedlichen Disziplinen und Schweregraden gibt. Die Disziplinen sind u. a. Western Pleasure, Westernhorsemanship, Trail, Westernriding, Reining, Superhorse, Hunter under Saddle, Hunt Seat Equitation, Hunter Hack, Pleasure Driving, Cutting, Working Cowhorse, Team und Cattle Penning, Rodeo, Pole Bending und Barrel Racing. Beliebte Westernpferde sind Quarter Horses, Paint Horses und Appaloosas, aber auch andere Rassen, beispielsweise Haflinger und Ponys werden eingesetzt.

### Working Equitation
Die Working Equitation, auch Arbeitsreitweise (englisch: Working Equitation), ist eine Turnierdisziplin, welche auf traditionellen Reitweisen beruht. Sie erfreut sich konstant zunehmender Popularität und besteht meist aus den vier Teildisziplinen Dressur, Stiltrail, Speedtrail und Rinderarbeit.

### Hestadagar
Das Hestadagar-Konzept entstammt der Islandpferde-Reiterei. Hestadagar sind Veranstaltungen mit Wettbewerben für das Freizeitreiten. Hestadagar haben ein eigenes Aufgabenprogramm mit speziellem Leitgedanken für den Breitensport. Hestadagar sind prinzipiell offen für alle Pferderassen, wenn diese für die jeweilige Aufgabe geeignet sind.

### Freizeitreiten
Freizeitreiter sind eine große und heterogene Gruppe. Sie legen oft Wert auf eine harmonische Beziehung zwischen Mensch, Pferd und Natur. Sie halten ihre Pferde häufig im Offenstall und reiten oftmals gemäß der Leichten Reitweise (siehe auch: Ursula Bruns) oder dem Westernreiten. Sie nehmen selten an Turnieren, jedoch zunehmend an Breitensportwettbewerben teil, beispielsweise Hestadagar oder Gelassenheitsprüfung.

### Wanderreiten
Wanderritte können allein, in kleinen oder großen Gruppen, selbst organisiert oder geführt, über einzelne oder mehrere Tage bis Wochen durchgeführt werden. Beim Wanderreiten steht das gemeinsame Erleben der Natur im Vordergrund. Es gibt spezielle Reitwanderkarten, in denen getestete und teilweise speziell fürs Wanderreiten gepflegte Wege mit allen notwendigen Stationen verzeichnet sind. Auch Kurse, Lehrgänge, Wettkämpfe und Abzeichen werden angeboten.

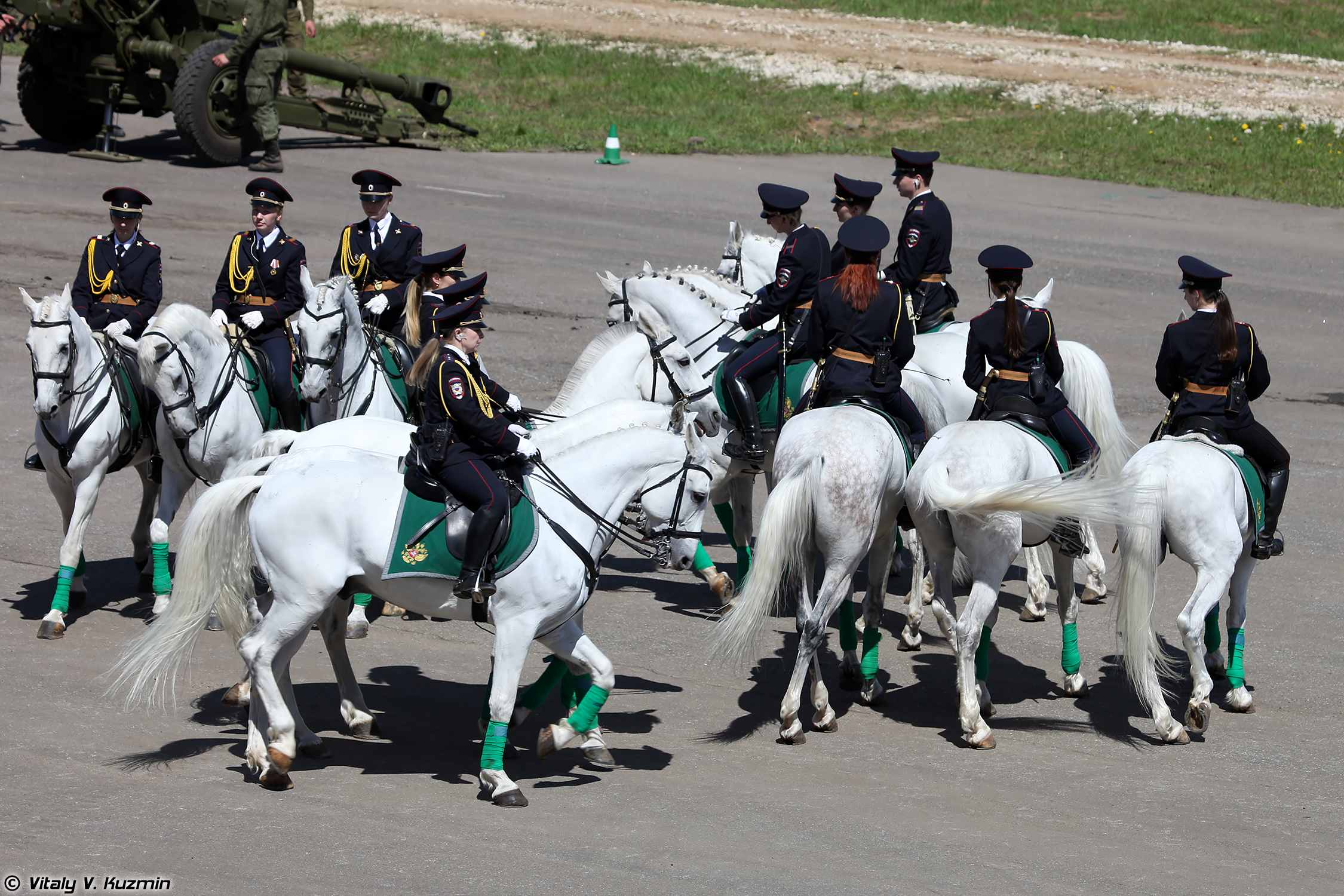
Quadrillereiten

### Formations- und Quadrillereiten
Das Formationsreiten bezeichnet das koordinierte Reiten von verschiedenen Hufschlagfiguren mit einer Gruppe von Reitern. Bereits Xenophon berichtet von solchen Ritten. Systematisiert und perfektioniert wurde das Formationsreiten in den Kavallerieschulen. Das Quadrillereiten ist eine Spezialform des Formationsreitens mit einer durch vier teilbaren Anzahl von Teilnehmern. Die Bezeichnung Quadrille stammt vom gleichnamigen formalen, ursprünglich französischen Tanz. Es gibt Dressurquadrillen, beispielsweise den Pas de deux, Springquadrillen und Fahrquadrillen mit mehreren Gespannen. Das Abteilungsreiten ist eine Vorbereitung für das Quadrillereiten.

### Kunstreiten
Beim Kunstreiten und beim Stuntreiten werden akrobatische Übungen auf einem sich bewegenden Pferd ausgeführt. Anders als beim Voltigieren, geht das Pferd nicht an einer Longe, sondern wird vom Sattel aus gelenkt.

### Pferderennen
Unter Pferderennen versteht man meist Galopp- oder Trabrennen. Hauptsächlich werden Vollblüter eingesetzt, es gibt aber auch Kaltblut- und Warmblutrennen.

### Reitspiele

#### Buzkashi
Buzkashi (persisch بزکشی,, DMG buzkašī, ‚Ziege greifen‘: buz ‚Ziege‘ + kashi ‚herausnehmen‘) ist ein traditionelles Reitspiel in Afghanistan, ähnlich dem Polo, nur dass bei diesem Spiel statt um einen Ball um eine tote Ziege bzw. totes Kalb gespielt wird.

#### Gymkhana
Gymkhana ist eine Bezeichnung für Reitspiele, bei denen es um Geschicklichkeit geht.

#### Horseball

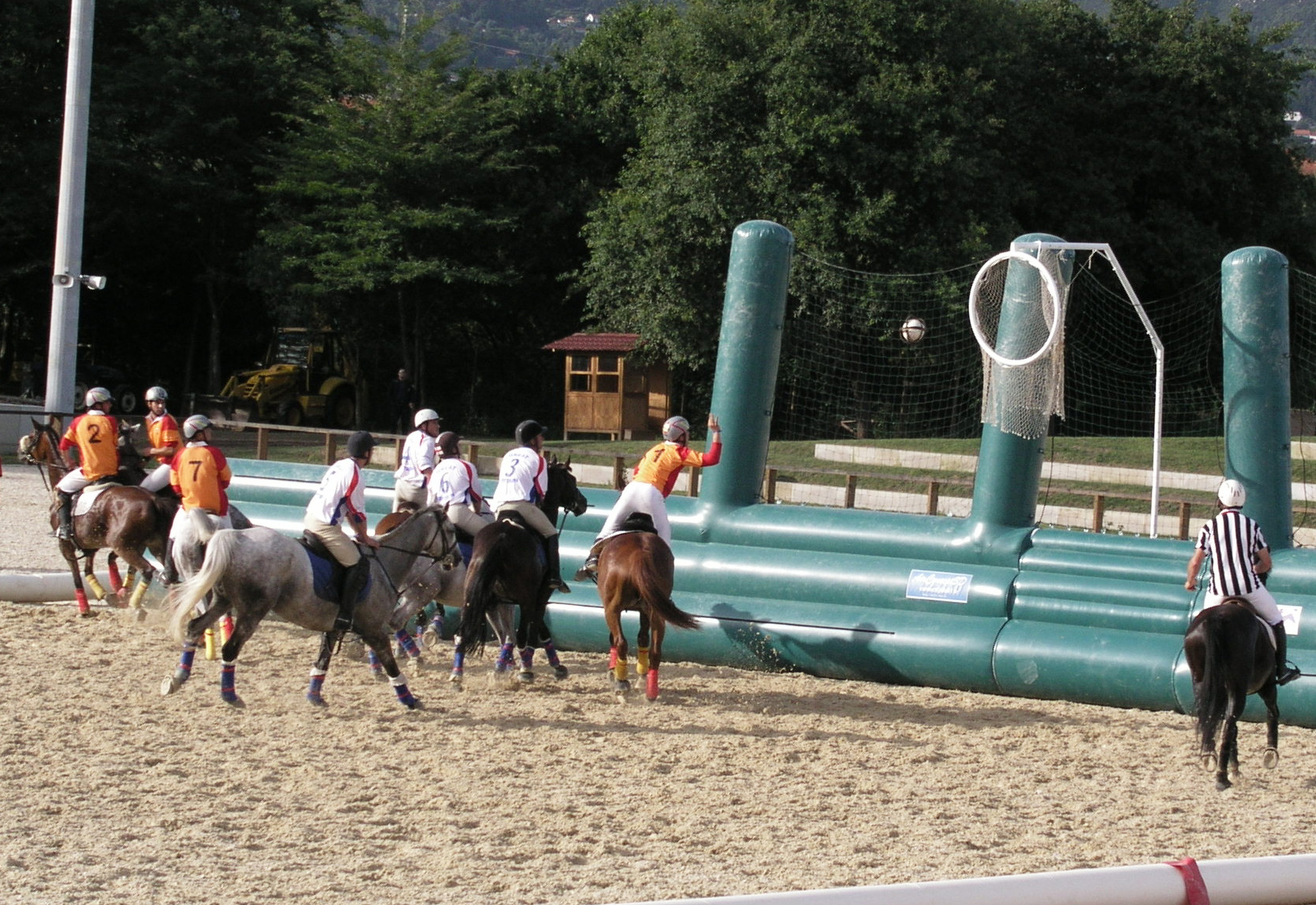
Horseball

Horseball ist eine Art Basketball zu Pferde. Dabei gibt es zwei Mannschaften mit jeweils sechs Spielern, davon zwei Auswechselspielern. Gespielt wird 2 × 10 Minuten mit drei Minuten Halbzeitpause. Der Ball ist ähnlich wie ein Fußball, wobei jedoch außen sechs Schlaufen zum Festhalten angebracht sind. Jede Mannschaft versucht, den Ball in den Korb der gegnerischen Mannschaft zu werfen, wobei mindestens drei Spieler Kontakt zum Ball gehabt haben müssen. Dabei darf man sich den Ball untereinander zuwerfen, darf ihn aber nicht länger als zehn Sekunden in der Hand behalten. Fällt der Ball auf den Boden, wird er vom Pferd aus wieder aufgenommen, wobei das Pferd mindestens im Schritt sein muss.

#### Mounted Games

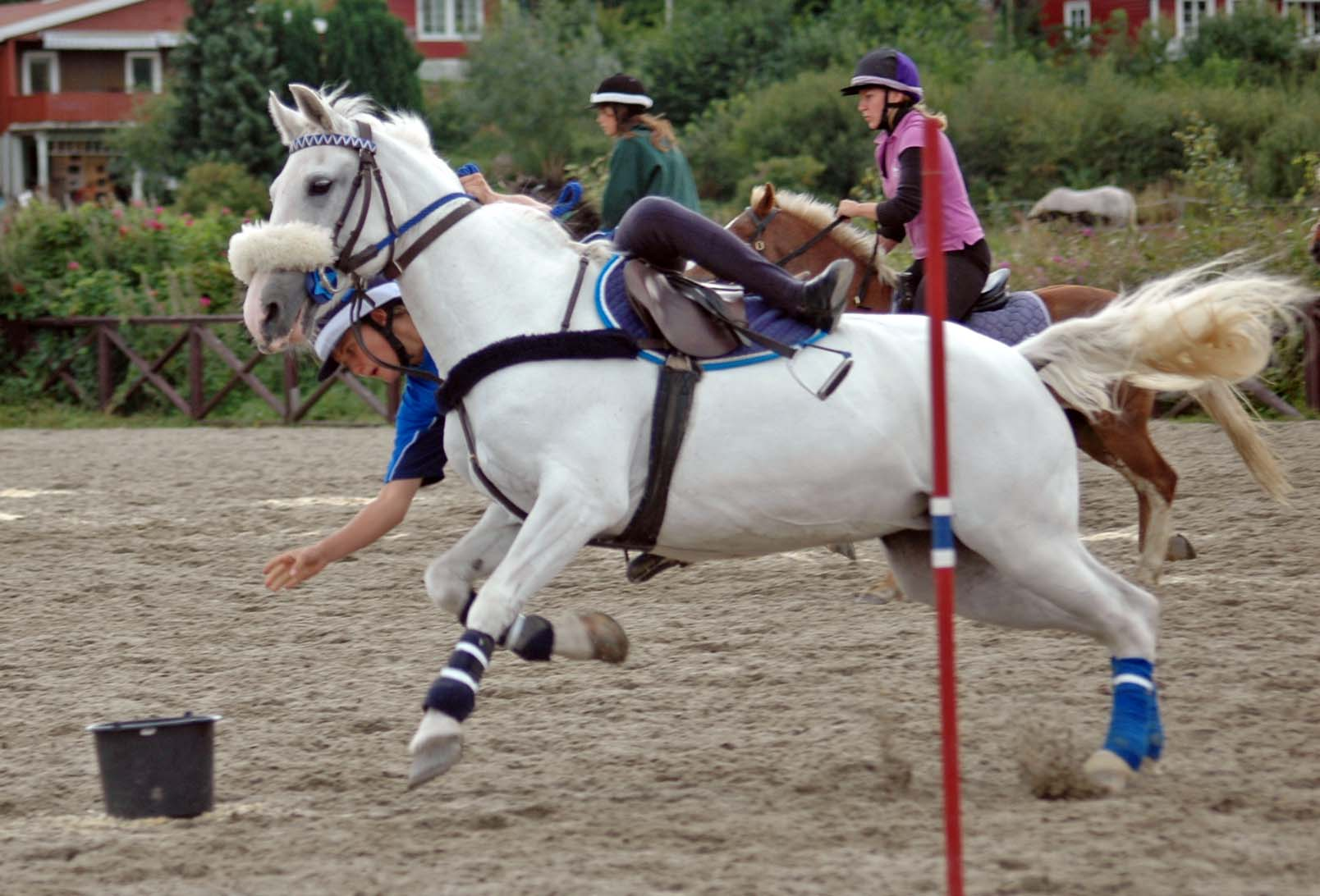
Mounted Games

Mounted Games („Spiele zu Pferde“) sind ein Mannschafts-Reitsport, der in Indien entstand, um die Kavallerie in Friedenszeiten fit zu halten. Mit Ausnahme von Deutschland werden Mounted Games ausschließlich auf Ponys geritten.
Ein Mounted Games-Team besteht aus fünf Reitern mit ihren Ponys, wobei pro Spiel immer nur vier Reiter hintereinander zum Einsatz kommen. Wie bei Staffelrennen in der Leichtathletik spielen immer mehrere Teams direkt gegeneinander. Zwischen den 54 Meter auseinander liegenden Start- und Wechsellinien sind dabei von jedem Paar bestimmte Aufgaben (Spiele) zu bewältigen. Die Spiele werden in drei Kategorien eingeteilt: Tempo-, Technik- und Aufspringspiele. Werden Fehler gemacht, müssen diese zunächst korrigiert werden, bevor das Rennen fortgesetzt werden darf. Der letzte Reiter ist mit einem Kappenband gekennzeichnet und bestimmt beim Überqueren der Ziellinie die Position seines Teams. Auf Turnieren finden in der Regel zwei Qualifikationsläufe mit jeweils sechs bis acht Spielen statt. Die erfolgreichsten Teams kämpfen anschließend im A-Finale mit meist zehn Spielen um den Turniersieg, die anderen Teams treten im B-, C- oder D-Finale gegeneinander an.

#### Pato
Pato ist eine mit dem Polo verwandte Reitsportart, die vor allem in Argentinien gespielt wird.

#### Patrouillenritt
Bei einem Patrouillenritt reiten Zweiergruppen, sogenannte Patrouillen, eine vorgegebene Strecke mit Posten ab. Sie orientieren sich anhand von Wegmarkierungen, mündlichen Wegbeschreibungen oder mit Hilfe einer Landkarte. An den Posten müssen verschiedene Aufgaben gelöst werden. Es gibt Posten, an denen Wissen abgefragt wird und Geschicklichkeitsstationen, an denen Aufgaben mit und ohne Pferd absolviert werden müssen. Typische Aufgaben sind beispielsweise, vom Pferd aus einen Tisch zu decken oder ein Tor zu öffnen, durchzureiten und es wieder zu schließen, mit dem Pferd über Geschicklichkeitshindernisse zu reiten, ein Geschicklichkeitsparcours für den Reiter, während dessen er das Pferd am Zügel führen muss, Verkleidung von Reiter und Pferd passend zum Motto des Patrouillenritts (z. B. Indianer, Hollywood oder Jagd) und Pferde-Quizfragen. Für die Aufgaben werden Punkte verteilt und am Ende gibt es eine Siegerehrung für die teilnehmenden Patrouillen. Patrouillenritte sind in der Schweiz und im deutschen Grenzgebiet zur Schweiz verbreitet.

#### Polo

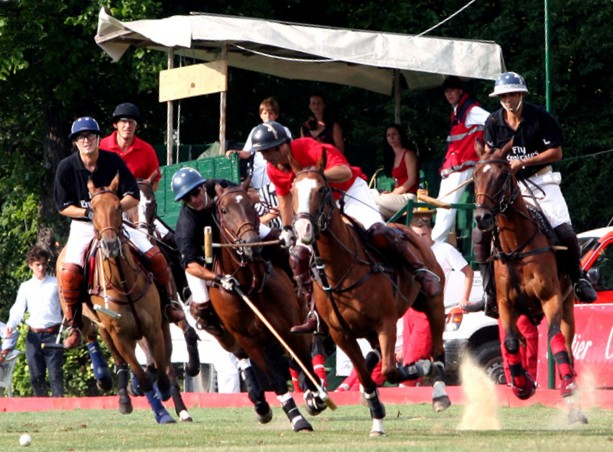
Polo

Polo ist eine Mannschaftssportart zu Pferd, die viel Ähnlichkeit zum Hockey und zum Pato aufweist. Die Spieler versuchen mittels des sogenannten Stick oder Mallet, einer Art verlängerter Hockeyschläger, einen Ball vom Pferd aus ins gegnerische Tor zu treiben. Es spielen dabei immer „vier gegen vier“, und nach jedem Tor wird die Richtung gewechselt. Das Spiel wird von zwei Schiedsrichtern, ebenfalls beritten, und einem dritten am Spielfeldrand geleitet. Eine Variante des Polo ist Arena-Polo, hier bestehen die Mannschaften jeweils nur aus drei Spielern. Die meisten professionellen Polo-Spieler kommen aus Argentinien, wo Polo großes Ansehen hat, genauso wie die Pferdezucht etc.

#### Polocrosse
Polocrosse ist eine Kombination aus Polo und Lacrosse, welches zu Pferde gespielt wird.

#### Ringreiten

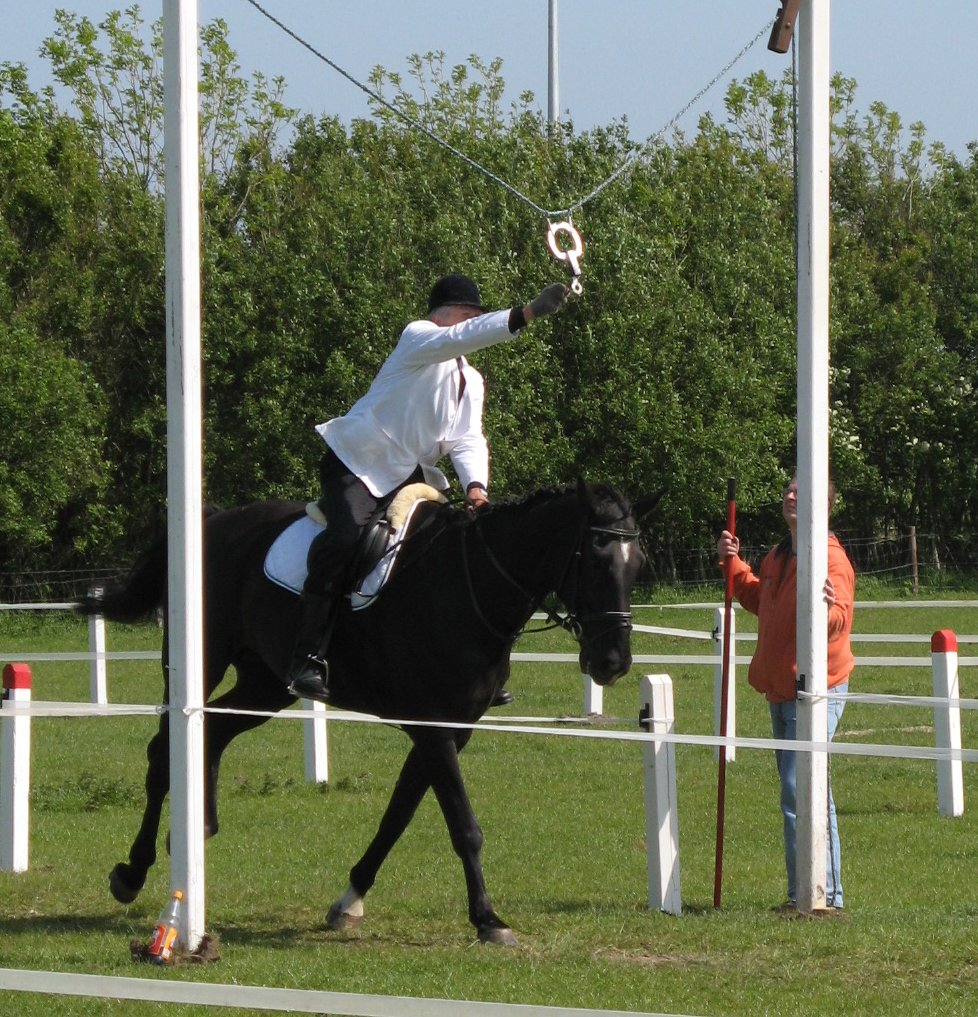
Ringreiten in Epenwöhrden, Dithmarschen

Beim Ringreiten muss mit einem Speer (manchmal auch ein kleiner Stecher, den man wie eine Pistole in der Hand hält) ein kleiner Ring im Galopp getroffen werden. Der Ring hängt an einem als Galgen (oder auch Gallich) bezeichneten Gestell, unter dem man im Galopp hindurchreiten muss.
Diese Reitsportart ist vor allem in Schleswig-Holstein und Dänemark sehr beliebt.

#### Rolandreiten
Das Rolandreiten ist ein dem Ringreiten ähnlicher Pferdesport, bei dem eine menschenähnliche Holzfigur, beziehungsweise deren Holzschild, getroffen werden muss.

## Fahrsport

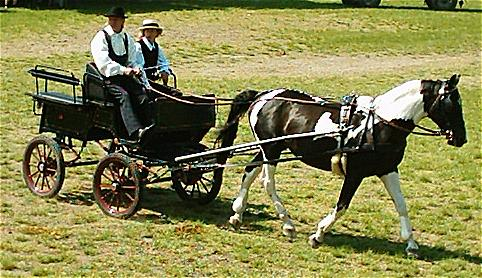
Fahrsport: Dressurfahren mit dem Einspänner

Fahrsport bezeichnet im weitesten Sinne das Fahren mit Pferdefuhrwerken als Sport und zu Hobbyzwecken (Freizeitfahren).
Die sportlichen Einzeldisziplinen sind die Dressur, das Hindernisfahren sowie das Geländefahren. Zu den Kombinationen von Wagen, Kutschen und Pferden ist im Artikel Anspannung beschrieben.

## Voltigieren

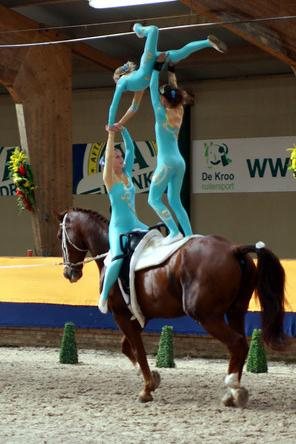
Gruppenvoltigieren (Kür)

Beim Voltigieren werden akrobatische Turn- und Gymnastikübungen auf dem Pferd ausgeführt und auf verschiedenen Wettkämpfen vorgestellt. Dabei wird zwischen Einzel-, Doppel- und Gruppenvoltigieren unterschieden. Gruppen bestehen aus sechs oder acht Sportlern, wobei sich maximal drei Voltigierer gleichzeitig auf dem Pferd befinden. Es werden Pflicht und Kür geturnt, die einzelnen Wertungen werden zu einer Endnote zusammengerechnet.
Das Voltigieren fördert das Gleichgewichtsgefühl und hat speziell bei jüngeren Personen einen positiven Einfluss auf die Ausbildung der Motorik. Außerdem lernt der Voltigierer den Umgang mit dem Pferd, ebenso das tägliche Putzen und Versorgen des Pferdes.

## Handarbeit/Bodenarbeit

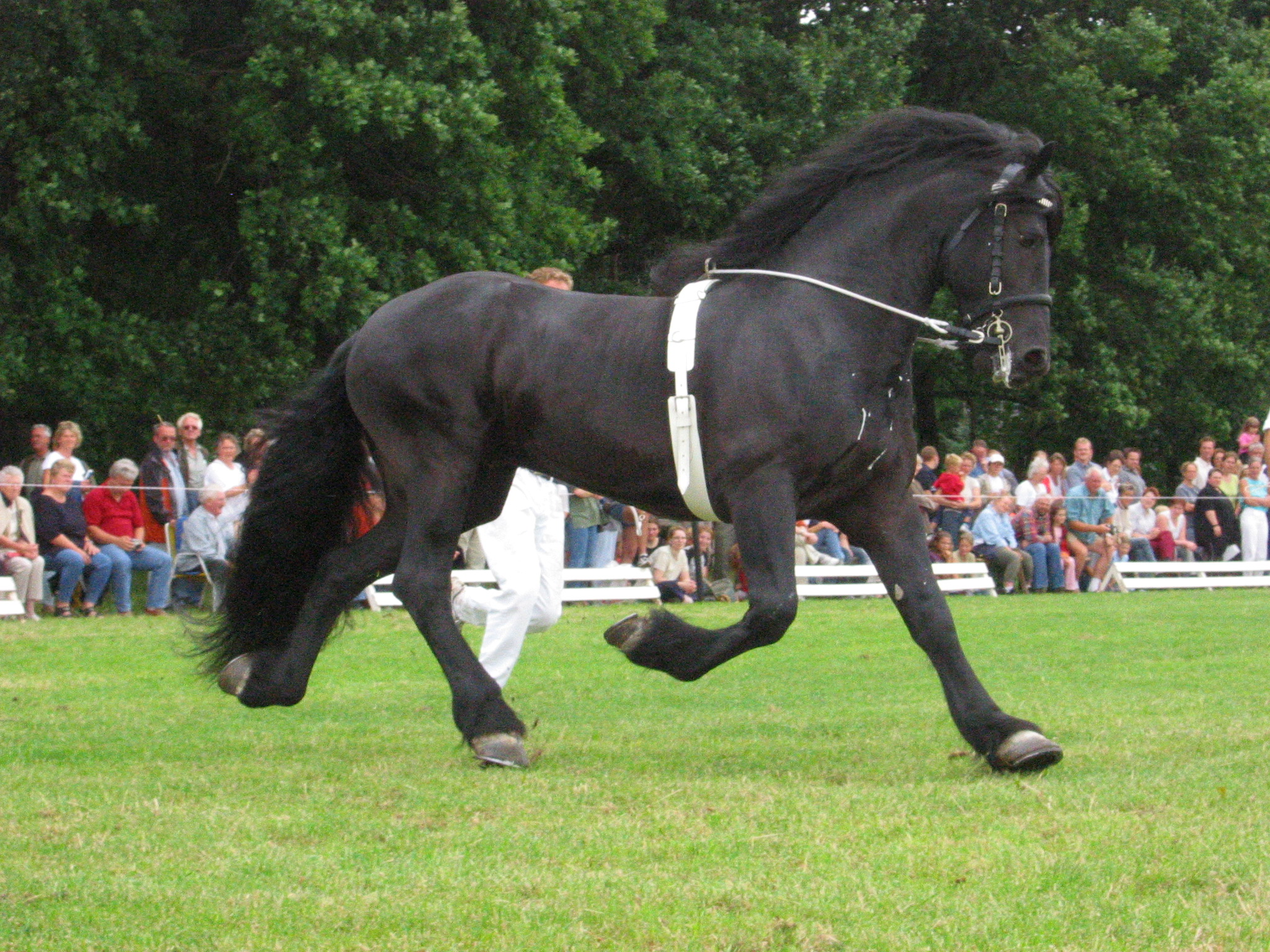
Bodenarbeit auch zur Show: Friesenhengst am langen Zügel

Das Arbeiten des Pferdes vom Boden aus, das heißt, ohne zu reiten. Bodenarbeit ist dabei der Oberbegriff, dem unterzuordnen sind beispielsweise Longenarbeit, Zirkuslektionen, Freiarbeit, reines Dominanztraining – wie es im Join Up praktiziert wird – und die Handarbeit.
Handarbeit im engeren Sinne der klassischen Reitkunst ist eine Technik, bei der ein Pferdeführer ein Pferd führt und dabei hinter oder schräg hinter dem Pferd mitgeht. Dabei ist die Arbeit an einem langen Zügel genauso möglich wie die Arbeit mit einer Doppellonge. Bei der Arbeit am langen Zügel steht der Pferdeführer seitlich neben dem Pferd. Arbeit am einfachen Zügel mit dem Pferd wird insbesondere im iberischen Raum praktiziert. Das Pferd kann dabei praktisch alle Lektionen bis zur hohen Schule erlernen und ausführen.
Lektionen können so erst an der Hand erarbeitet werden, ohne das für das Pferd störende Reitergewicht. Ist der Bewegungsablauf und das Bewegungsmuster gefestigt, lassen sich so die Lektionen auf das Reiten übertragen.
Bodenarbeit ausschließlich durch Körpersprache, Stimme und Peitsche nennt man Freiheitsdressur. Ein Meister dieser Disziplin war Fredy Knie sen. vom Circus Knie, Schweiz.
Auch beim Westernreiten und beim Freizeitreiten wird die Bodenarbeit genutzt, zum einen um dem Pferd gymnastizierende Übungen zunächst ohne Reitergewicht näher zu bringen, zum anderen aber um Geschicklichkeit und Gehorsam des Pferdes zu trainieren. Dazu werden auch Hindernisse benutzt (Fässer, Balken, Wippe). Zur Bodenarbeit wird ein normales Zaumzeug oder ein Knotenhalfter verwendet, das im Gegensatz zum Stallhalfter eine Kommunikation mit dem Pferd ermöglicht. In Deutschland wurde diese Arbeit geprägt durch Linda Tellington-Jones und Ursula Bruns.

## Therapeutisches Reiten
Therapeutisches Reiten ist ein Überbegriff für Heilpädagogisches Voltigieren und Heilpädagogisches Reiten als Arbeit mit Menschen mit psychischen und sozialen Auffälligkeiten, und Hippotherapie als Physiotherapie auf dem Pferd. Das Pferd hat im Schritt die gleichen Bewegungen wie der Mensch. Dadurch dient Therapeutisches Reiten den Menschen, die nach einem Unfall, einer Erkrankung o. ä. nicht mehr aufrecht gehen können, es wieder zu erlernen. Wenn die geschädigten Menschen im Schritt geführt werden, wird die Bewegung des Pferdes vom Gehirn gespeichert. Die Speicherung dient zur Hilfe, bald wieder gehen zu können, bzw. eine Kräftigung der Muskulatur und/oder Korrektur der Haltung zu erreichen. Psychisch erkrankte Menschen können im Umgang mit Tieren, insbesondere mit Pferden, wieder Vertrauen erlangen.

## Behindertenreitsport
Beim Behindertenreitsport betreiben behinderte Menschen Reitsport – in olympischen Disziplinen bis zu den Paralympics.
Seit 1987 ist Dressurreiten auch Teil der Special Olympics, an denen Personen mit geistiger Behinderung und Mehrfachbehinderung teilnehmen.

## Leistungspflügen

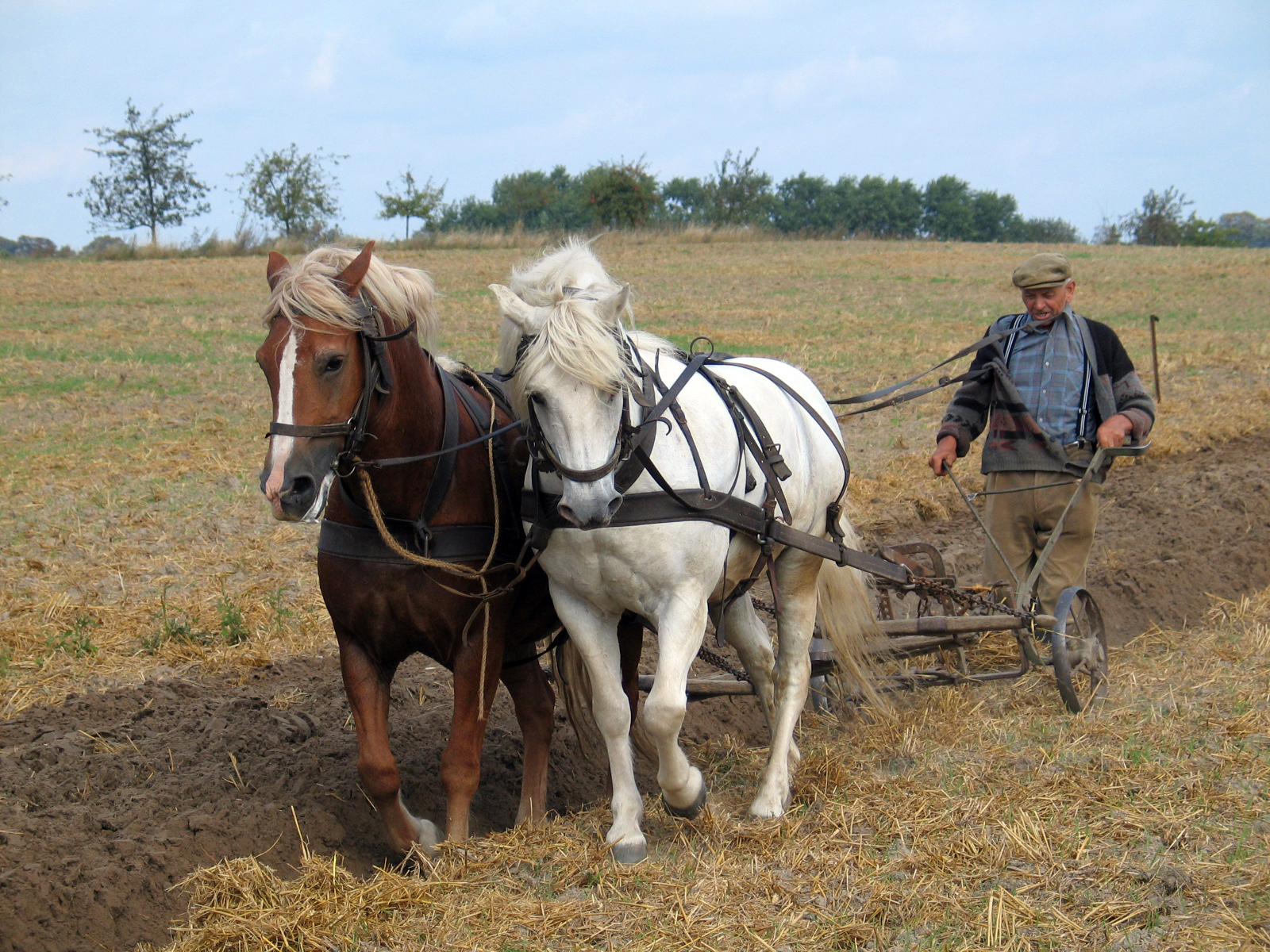
Bauer mit Zweigespann und Einscharpflug beim Leistungspflügen

Leistungspflügen ist eine Wiederbelebung jahrhundertealter Traditionen. Mit Pferden und (meist) Einscharpflügen werden festgelegte Bereiche eines Stoppelackers (oft 10 × 40 m) gepflügt. Die Bewertung erfolgt neben dem Allgemeinbild des gepflügten Ackers nach der Furchentiefe, Schnittfurche und Schlussfurche. Ebenso wird die Handhabung der Pferde bewertet. Üblicherweise tritt neben dem Pflüger ein Pferdeführer an, einige beherrschen neben dem Pflügen das gleichzeitige Führen der Pferde.

## Vereine und Verbände
Turnierreiter müssen in einem Pferdesportverein Mitglied sein. Es gibt verschiedene Pferdesportverbände:
- Die Deutsche Reiterliche Vereinigung (FN – Fédération Equestre Nationale) ist der deutsche Dachverband für klassische Dressur- und Springreiterei sowie für Voltigieren, Vielseitigkeit und Fahren. 2023 gehörten dem Verband 7.198 Reit- und Fahrvereine und insgesamt 663.137 Mitglieder an.[12] Die FN betreut den Turniersport und den Breitensport mit Pferden. Ferner befasst sich der 1905 gegründete Verband mit Fragen der Pferdezucht und Pferdehaltung, des Tier- und Landschaftsschutzes, sowie mit gesetzlichen Regelungen, die den Pferdesport betreffen, wie etwa Reitwegerechte. Die FN ist Teil der Internationalen Reiterlichen Vereinigung (FEI – Fédération Équestre Internationale). Von der FEI werden zum Beispiel die Weltreiterspiele und internationale Turniere mitorganisiert und überwacht.
- Der Islandpferde-Reiter- und Züchterverband e. V. (IPZV e. V.) ist der Dachverband aller Islandpferdevereine in Deutschland.
- Der Verband für Reiterspiele e. V. Mounted Games Deutschland (VRMGD) ist der Dachverband für die nationalen Mounted Games-Aktivitäten. Er ist ein assoziiertes Mitglied der FN und Mitglied der IMGA (International Mounted Games Association).
- Die Vereinigung der Freizeitreiter und -fahrer in Deutschland (VFD) hat sich vornehmlich dem Breitensport mit dem Pferd und Fragen der artgerechten Pferdehaltung. Ursprünglich aus einer Initiative gegen eine Anfang der siebziger Jahre geplante starke Einschränkung des Reitrechts in Wald und Flur entstanden, stellt die Lobbyarbeit für Reitrechte auch heute noch einen wichtigen Bestandteil der Arbeit des VFD dar. Darüber hinaus bietet der VFD Ausbildungen etwa im Bereich Pferdekunde, Wander- und Geländereiten an und veranstaltet eigene Turniere und Prüfungen.
- Im Verein der Distanzreiter und Fahrer Deutschlands sind seit 1976 Distanzreiter und -fahrer organisiert. Gegenwärtig gibt es rund 2.000 Mitglieder.[4]
- Die Erste Westernreiter Union Deutschland (EWU) befasst sich mit dem Westernreiten. Die EWU organisiert Turniere unter anderem in den Disziplinen: Western Pleasure, Horsemanship, Trail, Westernriding, Superhorse, Reining, Cutting und Working Cowhorse. Darüber hinaus bietet sie in den Bereichen Pferdekunde und Geländereiten Prüfungen und Lehrgänge an. Seit 1993 ist die EWU auf Bundesebene der FN angeschlossen.
- Die Deutsche Wanderreiter-Akademie e. V. (DWA) ist ein Verband für Wanderreiter. Der Schwerpunkt liegt in der Ausbildung von Wanderreitern und der Organisation von Wanderritten im In- und Ausland.

### Verbände
- FEI (internationale Dachorganisation für den Pferdesport)
- Nationale Verbände
  - Deutsche Reiterliche Vereinigung – Bundesverband für Pferdesport und Pferdezucht
  - Österreich
  - Schweiz
  - Luxemburg
  - Italien
  - Belgien
- FIP (internationale Polo-Dachorganisation)
- IMGA (internationale Mounted Games-Dachorganisation)

### Weitere
- Literatur von und über Pferdesport im Katalog der Deutschen Nationalbibliothek
- Linkkatalog zum Thema Pferdesport bei curlie.org (ehemals DMOZ)
- Leitlinien Tierschutz im Pferdesport (Deutschland)
- ClipMyHorse.TV (Fernsehsender)